# Cantonul Pauillac
Cantonul Pauillac este un canton din arondismentul Lesparre-Médoc, departamentul Gironde, regiunea Aquitania, Franța.

## Comune
- Cissac-Médoc
- Pauillac (reședință)
- Saint-Estèphe
- Saint-Julien-Beychevelle
- Saint-Sauveur
- Saint-Seurin-de-Cadourne
- Vertheuil